# إيل توريتو
إيل توريتو (بالإسبانية: El Torito) يشتهر أيضاً باسم ماسكاريتا دورادا (بالإسبانية: Mascarita Dorada) هو مصارع محترف مكسيكي مقنع قزم ولد في يوم 19 فبراير 1982 في مدينة غوادالاخارا في خاليسكو في المكسيك، مشترك في المصارعة منذ سنة 2000.

## روابط خارجية
- إيل توريتو على موقع IMDb (الإنجليزية)
- إيل توريتو على موقع قاعدة بيانات الفيلم (الإنجليزية)
- إيل توريتو على موقع دبليو دبليو إي (الإنجليزية)
- إيل توريتو على موقع CageMatch worker (الإنجليزية)
- إيل توريتو على موقع قاعدة بيانات المصارعة على الإنترنت (الإنجليزية)